# 金松駅
金松駅（クムソンえき、금송역）は朝鮮民主主義人民共和国咸鏡北道吉州郡に位置する朝鮮民主主義人民共和国鉄道省平羅線の駅である。

## 歴史
- 1927年12月1日：開業[1]。